# Фрикінг
Фрикінг (англ. phreaking) сленговий вираз, що означає зламування телефонних автоматів і мереж з метою отримання безкоштовних дзвінків.
Людей, котрі спеціалізуються на фрикінгу, називають фрикерами (англ. phreaker). Цю ж назву застосовують до людей, що використовують у своїх неправомірних діях телефон з метою психологічного впливу на кінцевого абонента.
З часом фрикінгом стали називати будь-який злам електронних систем. Наприклад системи охорони й контролю доступу.

## Боксинг
Боксинг — це один з напрямків фрикінгу, представлений різними пристроями, які підключаються до телефону. Спочатку пристрої боксингу призначалися для співробітників телефонного зв'язку, але з часом стали використовуватися для злому телекомунікаційних мереж.
Боксинг об'єднує в собі більше 200 боксів, більшість з яких були створені наприкінці 1980-х або на початку 1990-х років. Бокси отримали свою назву за кольором перших пристроїв.
Бокси — це електронні пристрої, які зв'язуються з телефонними лініями і можуть виконувати різні операції шляхом відключення або підміни деяких функцій телефону. Бокси можуть використовувати акустичні методи, наприклад звук монет, що опускаються в монетоприймач (Red Box) або звук набору номера телефону (Blue box), за допомогою чого можна здійснити повністю безкоштовний дзвінок. Інші бокси працюють за допомогою електричних імпульсів, імітуючи виклик без відповіді на нього (Black Box).
Сьогодні більшість боксів застаріли через швидку зміну телефонних технологій.